# Franklyn Farnum
Franklyn Farnum (Boston, 5 juni 1878 - Woodland Hills, 4 juli 1961) was een Amerikaanse acteur en Hollywood-figurant die in meer dan 1100 films speelde.

## Biografie
Farnum werd geboren als William Smith op 5 juni 1878 in Boston. Zijn acteercarrière startte in the theater. Op Broadway speelde hij onder ander in Somewhere Else (1913), Ziegfeld Midnight Frolic (1921), Ziegfeld 9 O'clock Frolic (1921) en Keep It Clean (1929).
Farnums carrière werd voornamelijk gedomineerd door westerns, waaronder de serial film Vanishing Trails (1920) en de speelfilms The Clock (1917), The Firebrand (1922), The Drug Store Cowboy (1925) en The Gambling Fool (1925). Hij verliet de filmwereld in 1925, maar keerde vijf jaar later terug bij de opkomst van de geluidsfilm. Hij werd echter alleen nog gevraagd voor bijrollen of figurantenrollen. Farnum bleef doorgaan met deze obscure rollen tot ver in de jaren vijftig.
Een van zijn drie vrouwen was actrice Alma Rubens, met wie hij in 1918 kortstondig trouwde. Het stel scheidde in 1919. Hij had één dochter, actrice Geraldine Rose Farnum (geboren in 1924), bij zijn derde vrouw Edith Goodwin Walker.
Farnum speelde in meerdere films die de Oscar voor beste film kregen: The Life of Emile Zola (1937), Going My Way (1944), The Lost Weekend (1945), Gentleman's Agreement (1947), All About Eve (1950), The Greatest Show on Earth (1952) en Around the World in Eighty Days (1956).
Farnum stierf aan kanker op 4 juli 1961 in Woodland Hills (Californië) op 83-jarige leeftijd.